# Acropora intermedia
Acropora intermedia är en korallart som först beskrevs av Brook 1891.  Acropora intermedia ingår i släktet Acropora och familjen Acroporidae. Inga underarter finns listade i Catalogue of Life.